# Manažer
Manažer je vedoucí pracovník, který zodpovídá za chod jemu svěřené organizace. Aby se člověk stal manažerem, musí mít příslušné znalosti a dovednosti. Tuto funkci může vykonávat jen určitý okruh lidí: Ne každý má v sobě přirozenou autoritu a dovednost vést ostatní.

## Charakteristiky práce a zaměření
Podle zaměření aktivit:
- dlouhodobá strategie, cíle, definice a nastavení procesů, management firmy nebo odborný consulting;
- každodenní operativa, plánování, prosazování daných cílů a procesů, manažer týmu lidí.

Obecně lze operativní manažery rozdělit podle úrovně:
- 1. manažeři první linie (mistři v dílnách)
- 2. manažeři střední linie (vedoucí útvarů)
- 3. top manažeři (vytvářejí politiku celých organizačních sítí)

## Úkoly manažera týmu
To jsou činnosti, které manažer týmu vykonává, např.:
- 1. Plánování - stanovení cílů, určení variant, určení termínů
- 2. Organizování - stanovení úkolů jednotlivým lidem a určování pravomocí, odpovědnost, organizační struktura
- 3. Vedení - ovlivňování a motivování lidí, usměrňování a odměňování
- 4. Rozhodování - důležité je znát rizika a používat modely rozhodování. Mluví se také o řízení rizik
- 5. Kontrola - zjišťování odchylek, hledání příčin a způsobů nápravy

Kromě každodenních povinností a dlouhodobých úkolů (definovaných například majitelem), kromě zodpovědností, musí manažerovi být svěřeny i příslušné kompetence a pravomoci: Bez nich by své požadavky, které klade na tým, nemohl vymáhat.

### Přeměna požadavků na úkoly
- V týmu lze sledovat požadavky přicházející direktivně shora-dolů, manažer je přináší do týmu, požaduje je. Tým pak reaktivně tyto úkoly plní a předává výsledky. Tyto sice nastávají především na začátku projektů a při pravidelných schůzkách pro rozdělování úkolů.
- Požadavky však vznikají i v opačném směru, manažer pak musí svému týmu posloužit, zařídit potřebné podklady a zázemí k práci. Takové požadavky od týmu na manažera přicházejí typicky po analýze nových úkolů, na začátku projektu, a pak i dále kdykoli v průběhu prací.

Manažer tedy svůj tým odstiňuje od potíží ve zbytku firmy, určuje důležitost a prioritu: Filtruje informační šumy od týmu do firmy i z firmy do týmu.
Na manažera týmu přicházejí požadavky a v lepších případech i cíle, jakých se pomocí těch požadavků má docílit. Manažer tedy dostává úkoly, které má s pomocí kapacity týmu splnit. Jeho povinností a úkolem je, v rámci řízení kapacit svého týmu a řízení projektů, těch několik "velkých" požadavků na něj delegovaných "rozbít" na vícero menších, konkrétních a již zvládnutelných jednotlivými členy týmu. Se svými nadřízenými tedy komunikuje na jiné úrovni granularity a s jiným zaměřením, než jak a co komunikuje dovnitř týmu.
Právě toto "zmenšování měřítka úkolů" je jednou z hlavních zodpovědností manažera. Nemusí k němu však dojít hned okamžitě: Navíc i sama prvotní analýza už je prvním delegovatelným úkolem. Tematické celky je potřeba rozbít na konkrétní činnosti a úkoly včas, alespoň pro využití momentálních kapacit týmu, pro zamezení prostojů. Témata je třeba prioritizovat podle času: Ty aktuální rozdrobovat do backlogu/fronty úkolů s dostatečným předstihem, aby je bylo možno plynule delegovat, bez zdržování svého týmu. Vzdálenější témata pak stačí rozanalyzovat méně podrobně, vzdálená stačí i jen udržovat v patrnosti, v seznamu, aby se neztratila. Právě toto vyspecifikovávání konkrétních úkolů z větších a obecnějších požadavků je pravidelná činnost, ne však jediná, jíž se manažer musí systematicky věnovat. Praxe ukazuje, že delegované úkoly by měly být, z pohledu objemu páce, v rozsahu od 2 člověko-hodin (už ne menší) do maximálně 1 člověko-týdne.

## Zásady manažera
Každý manažer by měl dodržovat určité zásady, aby jeho práce byla efektivní, to znamená, že by měl stanovit jasné cíle a i jak jich dosáhnout. Dále by měl dbát na prevenci – spíše předcházet nedostatkům, než pak řešit problémy, kterým se dalo vyhnout. Je také důležité stanovit si priority, vhodně načasovat a naplánovat postup řešení úkolů a podobně.
Manažerův zájem by neměl směřovat pouze na samu firmu a její chod (z jeho vlastního pohledu), ale měl by brát v potaz také zájmy ostatních stakeholderů: majitelů, zákazníků a uvažovat i jejich spokojenost. Musí mezi nimi hledat rovnováhu, byť jsou tyto i v přímých rozporech.
Manažer pracuje prostřednictvím svých podřízených. Zodpovídá za jejich práci, motivuje je a snaží se o soulad potřeb jejich i potřeb firmy. Dále informuje jak své podřízené tak i nadřízené. Reaguje na chyby v systému, dělá důležitá rozhodnutí a vyjednává.

## Manažerské dovednosti
Stejně jako všichni zaměstnanci, tak i manažeři musí plnit stanovené úkoly tzv. řídit práci, pracovníky apod. Být dobrým manažerem znamená mít mnoho dovedností a znalostí a to zejména z psychologie.
Existují tři okruhy manažerských dovedností:
1. lidské dovednosti - jsou obecné dovednosti důležité zejména pro provozního manažera, personalistu. Tyto dovednosti jsou důležité pro vedení lidí, motivaci, komunikaci, spolupráci a vzájemné pochopení.
2. technické dovednosti - schopnosti využívat specifické vlastnosti, postupy, znalosti techniky, využívat specializované pracovníky. Manažer by měl mít stejné dovednosti technického rázu jako mají lidé, které řídí. A to proto, aby zajistil provedení příslušné práce.
3. koncepční dovednosti - schopnost vidět věci jako celek např.: strategické vedení – vidět dopředu. Patří sem také schopnost řídit, integrovat a slaďovat zájmy a aktivity podniku.

Dobrý manažer by měl umět:
- vždy jasně vymezit cíle, aby lidé věděli na čem mají vlastně pracovat
- zřetelně vyjadřovat pokyny
- jednat s různými typy lidí
- rozumět pracovníkům a tolerovat je
- rozhodovat se ve složitých situacích
- přijímat i poskytovat zpětnou vazbu
- dobře organizovat a kontrolovat práci
- být schopný přizpůsobovat se změnám

Velký důraz se u manažera klade na jeho formální a neformální autoritu. Je důležité, aby obě autority spolu korespondovaly. Neformální autorita závisí na znalostech, dovednostech, výši odborného vzdělání. Dále je ovlivněna pracovní morálkou, vztahem ke spolupracovníkům a také jeho vlastnostmi – poctivost, důslednost…

### Schopnost delegovat
Odborník-konzultant umí danou věc vyřešit sám, dobře i rychle. Jako manažer ji však vlastně sám vykonat nesmí, má takový úkol delegovat na podřízeného. Pokud by podlehl nutkání, že "než bych Ti to vysvětlil to už to sám budu mít hotové dvakrát", vlastně by jako manažer selhal. Jeho znalosti mu naopak mají být ku prospěchu až při přebírání a kontrole výsledků podřízených, při jejich vzdělávání (mentoringu/coachingu).
Právě delegování a schopnost upřednostnit práci s lidmi před prací s problémem je základním rozdílem mezi team leaderem (inspirátorem skupiny) na jedné straně, a vysoce specializovaným odborníkem-konzultantem, který problematice rozumí, je schopen hloubkové analýzy problému a syntézy návrhů řešení. Tak lze rozlišit manažera projektu od manažera produktu (poruct owner, stakeholder}.

## Předpoklady manažera
Manažerem (ne)může být každý. Ke své práci potřebuje určité předpoklady a to získané i vrozené.
- Získané předpoklady jsou takové, které získáme výchovou a vzděláním a částečně sem patří i intelektuální vlastnosti, které jsou sice vrozené, ale dají se částečně ovlivnit i výchovou. Příkladem pro získané předpoklady jsou: zkušenosti, znalosti, asertivita a komunikace.

- Vrozené předpoklady se nedají výchovou moc ovlivňovat. Patří sem: fantazie, temperament, empatie a zejména intelekt.

## Komunikace a kontrola
Jsou další velice důležitou vlastností manažera. Každý manažer by měl mít schopnost komunikovat. Komunikace je důležitá pro řízení a také pro jeho podřízené, protože ti pak mají pocit, že jsou důležití, že se s nimi počítá a záleží na jejich pocitech. Takový zaměstnanec pak vykonává lépe svoji práci, pak se i lépe vede celé organizaci. Když manažer nekomunikuje se svými podřízenými vede to k nespokojenosti zaměstnanců, tím pádem i k hůře vykonané práci a nespokojenosti zákazníků. Součástí komunikace je i tzv. zpětná vazba. Je to odezva na určité sdělení.
Komunikace může být vnější a vnitřní. Vnitřní se děje mezi vedením a podřízenými. Vnější nastává mezi zákazníky, ostatními organizacemi, partnery.
Komunikace může být písemná a ústní. Výhodou ústní komunikace je, že je rychlá a následuje okamžitá zpětná vazba. Mimo jiné vnímáme i výraz obličeje a jiné prvky, které u písemné komunikace postrádáme. Podle nás je pro manažera ústní komunikace velmi důležitá. Písemná komunikace je spíše formální a zpětná vazby bývá kontrolovaná, případně sankciovaná. Touto formou se např. řeší reklamace nebo evidence výrobků.

## Motivace
Jedním z hlavních úkolů manažera je také motivace. Manažer by měl umět vést skupinu, tým a jednotlivce požadovaným směrem. Každého motivuje něco jiného, někoho pochvala, uznání a jiného třeba finanční odměna.
Každý člověk je jiný, liší se věkem, ekonomickým postavením a manažer by měl být schopen rozpoznat jejich potřeby a tím pádem vědět, jak je motivovat.
Mezi další motivace patří například: odborné zájezdy, úprava pracovní doby, možnost postupu, dalšího vzdělání, nadstandardní penzijní připojištění apod. Obecně je známo, že motivovaný člověk má i lepší výsledky v práci.